# Love Is a Golden Ring
Love Is a Golden Ring ist ein Lied von Frankie Laine und The Easy Riders, das bei Columbia Records (Katalognummer: 4-40856) 1957 veröffentlicht und als Ich bin ein Vagabund auf Deutsch gecovert wurde. In der englischen Version von The Cats und deutschsprachigen Version von Freddy Quinn avancierte es zum Charthit.

## Liedtext
Im originalen Liedtext wird über die Liebe gesungen, dass sie „nicht nur für heute Nacht“, „keine Sommerromanze“ und nicht der „Kuss, der auf den Tanz folgt“ sei. Liebe sei ein „goldener Ring“ – „genau wie ein goldener Ring an deinem Finger“. Der Ring werde „all die Jahre überdauern“ und somit werde „der ewige Frühling gefunden“. „Wir werden eine wahre Liebe haben, für immer wahre Liebe.“
In der deutschen Adaption singt der Protagonist, dass sein „Herz weiter wandern müsse.“ Er sei ein Vagabund, der von Land zu Land zieht und manchen Mund küsste, den er am Wege fand. An ein Mädchen gerichtet, singt er, dass ihr Mund „ihn glücklich gemacht hat“, doch er müsse fort, da er ein Vagabund sei und sein Herz wandern müsse.

## Coverversionen

### Freddy Quinn
Freddy Quinn kam mit seiner deutschsprachigen Version auf Platz 15 der deutschen Singlecharts. Auf der B-Seite der Single wurde das Lied Sabrina veröffentlicht. In Dänemark veröffentlichte Quinn dieselbe Single, jedoch mit Sabrina als A-Seite.
Das Lied ist auf der EP Heimweh / Heimatlos (1959) und auf der Kompilation Freddy, die Gitarre und das Meer vorhanden.
| ChartsChartplatzierungen | Höchstplatzierung | Wochen/ Monate |
| ------------------------ | ----------------- | -------------- |
| Deutschland (GfK)        | 15 (3 Mt.)        | 3 Mt.          |
| Flandern (Ultratop)      | 19 (7 Wo.)        | 7 Wo.          |

### The Cats
Die Gruppe The Cats veröffentlichte Love Is a Golden Ring im Jahr 1983 in den Niederlanden, mit der B-Seite If I Could Be With You Now.

### Weitere Coverversionen (Auswahl)
- Thory Bernhards (Ge mig en gyllne ring, Schwedisch, 1957)
- Dave King (Englisch, 1957)
- Raquel Rastenni med Harry Felberts Orkester (Dänische, 1957)
- Jost Wöhrmann mit den Arizona-Boys (Ich bin ein Vagabund, Deutsch, 1958)
- Wolfgang Hofmann & Die Quartinos (Ich bin ein Vagabund, Deutsch, 1958)
- Jimmy Rayson en koor (’n swerwer lewenslank, Afrikaans, 1960er-Jahre)